# Dannovi Quiñones
Dannovi Quiñones Quiñones (Tumaco, 5 gennaio 2001) è un calciatore colombiano, centrocampista dell'Once Caldas.

## Caratteristiche tecniche
Ricopre il ruolo di mediano.

## Carriera
Quiñonez ha iniziato a giocare a calcio con l'Once Caldas, club con cui ha debuttato il 18 gennaio 2021 nell'incontro di Categoría Primera A pareggiato 1-1 contro il Deportes Tolima. Ha segnato il suo primo gol il 16 novembre dello stesso anno, nel successo per 2-1 sull'Ind. Santa Fe.
Il 1º settembre 2023 è stato ceduto in prestito al Rosario Central.

## Statistiche

### Presenze e reti nei club
Statistiche aggiornate al 2 aprile 2024.
| Stagione        | Squadra         | Campionato      | Campionato | Campionato | Coppe nazionali | Coppe nazionali | Coppe nazionali | Coppe continentali | Coppe continentali | Coppe continentali | Altre coppe | Altre coppe | Altre coppe | Totale | Totale | Totale |
| Stagione        | Squadra         | Comp            | Pres       | Reti       | Comp            | Pres            | Reti            | Comp               | Pres               | Reti               | Comp        | Pres        | Reti        | Pres   | Reti   |        |
| --------------- | --------------- | --------------- | ---------- | ---------- | --------------- | --------------- | --------------- | ------------------ | ------------------ | ------------------ | ----------- | ----------- | ----------- | ------ | ------ | ------ |
| 2021            | Once Caldas     | A               | 17         | 1          | CC              | 1               | 0               |                    | -                  | -                  |             | -           | -           | 18     | 1      |        |
| 2022            | Once Caldas     | A               | 34         | 1          | CC              | 2               | 0               |                    | -                  | -                  |             | -           | -           | 36     | 1      |        |
| 2023            | Once Caldas     | A               | 15         | 1          | CC              | 2               | 0               |                    | -                  | -                  |             | -           | -           | 17     | 1      |        |
| 2023            | Rosario Central | PD              | 0          | 0          | CA+CdL          | 0+7             | 0               |                    | -                  | -                  | TdC         | 0           | 0           | 7      | 0      |        |
| 2024            | Rosario Central | PD              | 0          | 0          | CA+CdL          | 0               | 0               |                    | -                  | -                  |             | -           | -           | 0      | 0      |        |
| Totale carriera | Totale carriera | Totale carriera | 66         | 3          |                 | 12              | 0               |                    | -                  | -                  |             | 0           | 0           | 78     | 7      |        |

## Palmarès

### Club

#### Competizioni nazionali
- Copa de la Liga Profesional: 1

Rosario Central: 2023